# ラーチモント (ニューヨーク州)

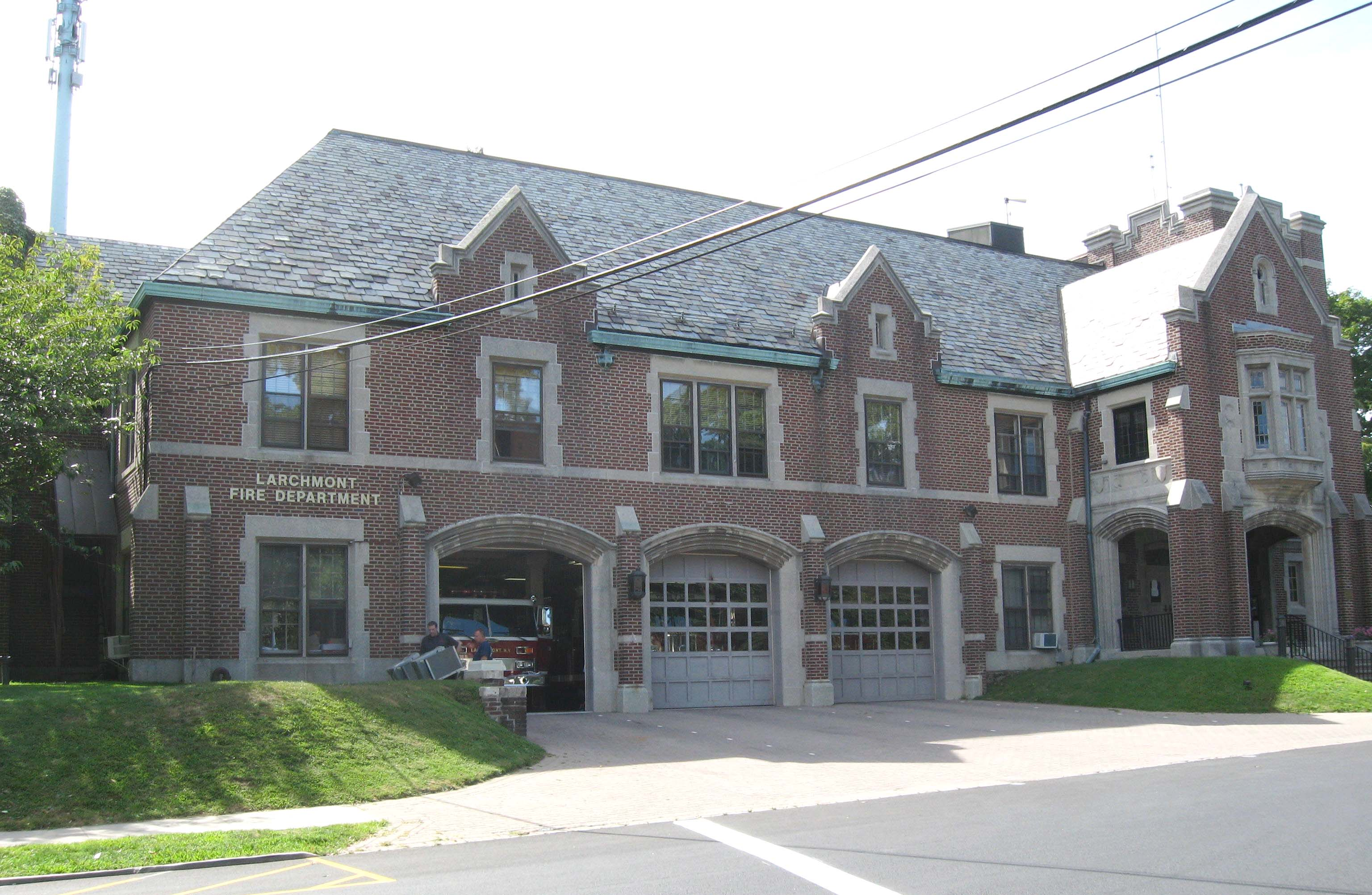
村役場と消防署

ウェストチェスター郡内の位置

ラーチモント（Larchmont）は、アメリカ合衆国ニューヨーク州ウエストチェスター郡に属する村。ニューヨーク市の北東約29キロメートルに位置している。 2019年2月、ブルームバーグはラーチモントを米国で15番目に裕福な場所、ニューヨーク州で3番目に裕福な場所とした。

## 地理
ラーチモントの座標は北緯40度55分34秒 西経73度45分11秒 / 北緯40.92611度 西経73.75306度 （40.926201、-73.753108）。村の総面積は1.08平方マイル (2.8 km2)である 。
ラーチモントはウェストチェスター郡南部のママロネック町の中にあり、ロングアイランド湾に面している。

## 人口
2020年国勢調査の時点で、人口は6,485人、2,133世帯。人口密度は1平方マイルあたり5442.9人（2367.9人/km2）。 人種構成は白人87.6％、アフリカ系アメリカ人1.7％、ネイティブ・アメリカン0.2％、アジア人7.6％で、2つ以上の人種は2.5％である。ヒスパニック系またはラテンアメリカ人は人口の9.9％を占める。